# Carcere di Canton Mombello
Il carcere di Canton Mombello (Casa circondariale Nerio Fischione) è un istituto penitenziario di Brescia con sede in via Spalto San Marco 20. Nel 2016 è stato intitolato a Nerio Fischione, appuntato del corpo degli agenti di custodia, perito nel 1974 nel tentativo, poi riuscito, di impedire l'evasione di tre detenuti.

## Struttura
Il progetto risale alla fine dell'Ottocento, ma l'edificio fu inaugurato nel 1914. Il carcere è costituito da una struttura a T che si sviluppa in direzione nord-sud, con torre di sorveglianza; tale struttura si compone di circa 150 celle ed è affiancata dal settore degli uffici.

## Popolazione carceraria
La capienza ottimale di Canton Mombello è di 220 unità, ma il carcere soffre dell'annoso problema del sovraffollamento. I detenuti (molti dei quali in attesa di giudizio e stranieri, pochi invece condannati in via definitiva) sono infatti spesso in numero più che doppio. Nonostante l'indulto approvato nell'agosto 2006, la situazione è migliorata solo temporaneamente, riproponendosi in breve l'esubero della popolazione carceraria. L'inadeguatezza dell'istituto e il pregiudizio alle condizioni di vita dei detenuti hanno reso impellente la ricerca di una soluzione, individuata da più parti e quindi dall'amministrazione bresciana nell'ampliamento del più moderno carcere di Verziano, che ospita circa 80 detenuti. Gli uomini provengono di solito proprio da Canton Mombello.